# Ludwig II. (Frankreich)

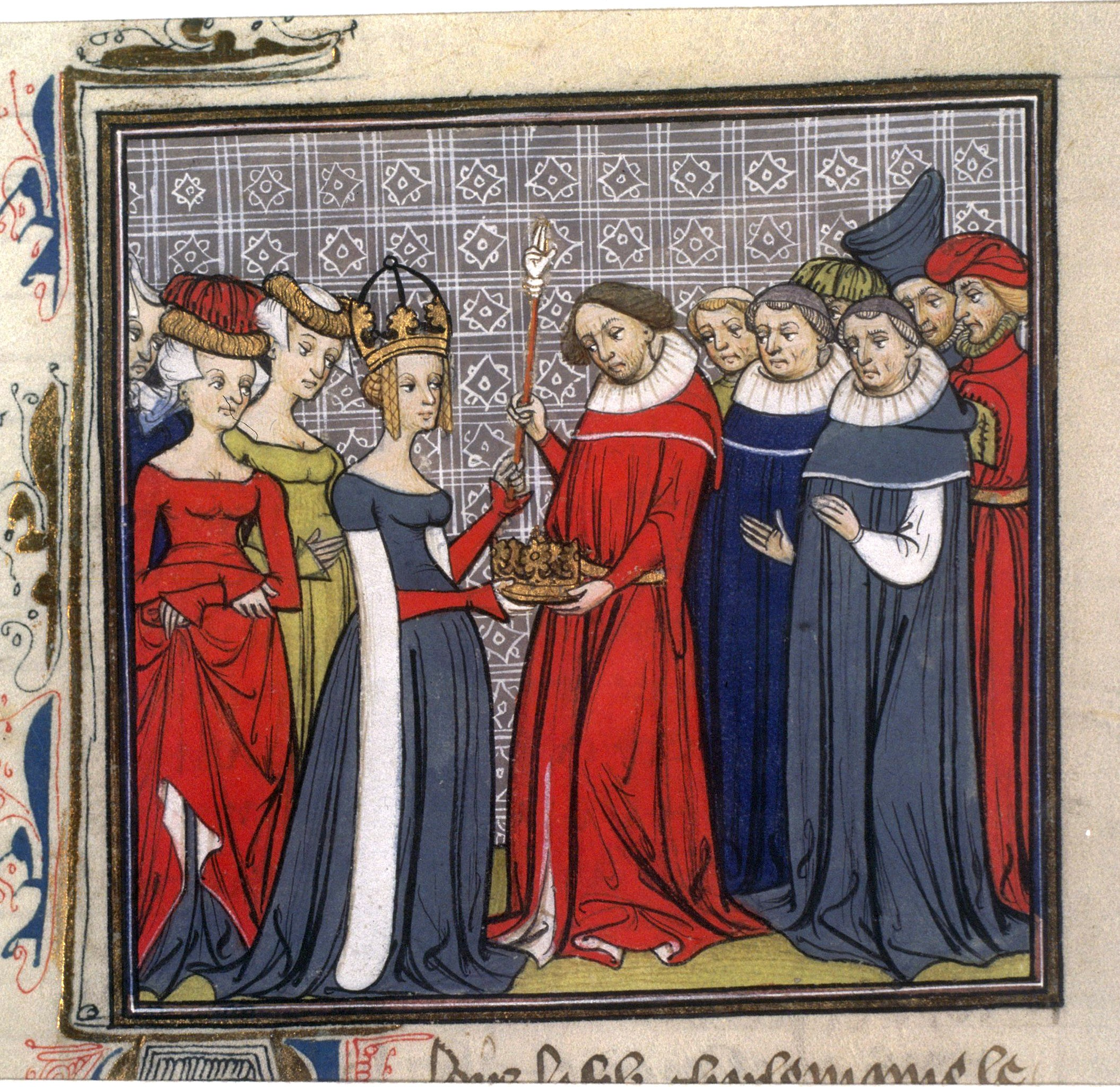
Ludwig II. (Bildmitte) erhält die Herrschaftsinsignien von seiner Stiefmutter Richildis (Miniatur in den Grandes Chroniques de France)

Ludwig II., genannt der Stammler (französisch Louis le Bègue; * 1. November 846; † 10. April 879 in Compiègne), war der älteste und einzige überlebende Sohn des westfränkischen Königs Karl II. des Kahlen und wurde 877 dessen Nachfolger.

## Name
Es gibt keinen Hinweis, dass Ludwig II. stotterte. Der Beiname "der Stammler" ist wohl später entstanden.

## Leben
Im Februar 856 verlobte Karl der Kahle den erst neunjährigen Ludwig mit einer Tochter des Bretonenfürsten Erispoë und stattete ihn mit dem Dukat Maine aus, einem Gebiet, das er selbst vor seinem Regierungsantritt innegehabt hatte. Unklar ist, ob Ludwig bei diesem Anlass bereits die Königswürde für ein Unterkönigtum Neustrien erhielt. Der Heiratsplan schlug jedoch fehl, und aufständische Adlige, unter denen Robert der Tapfere eine führende Rolle spielte, vertrieben Ludwig 858 aus Maine. Ludwig kehrte an den Hof seines Vaters zurück. Dieser schenkte ihm 860 die Abtei Saint-Martin de Tours, das heißt deren Einkünfte; es war damals üblich, dass weltliche Herren als „Laienäbte“ Klöster „besaßen“, also deren Einkünfte bezogen, ohne sich um die geistlichen Angelegenheiten zu kümmern. 861 übertrug Karl Ludwig nominell den Schutz des Reiches vor den Normannen, doch war diese Funktion, obwohl Ludwig schon fünfzehn Jahre alt und damit nach damaliger Auffassung erwachsen war, nicht mit einer selbständigen Befehlsgewalt verbunden. Karl versöhnte sich mit Ludwigs Hauptgegner Robert dem Tapferen. Als Karl 862 überdies seinem Sohn die Abtei Saint-Martin aus politischen Gründen zu Gunsten Robert des Tapferen entzog, verließ Ludwig den Hof, begab sich zum Bretonenfürsten Salomon und rebellierte gegen seinen Vater. Mit bretonischen Truppen griff er das Anjou, die Grafschaft seines Widersachers Robert, an und plünderte dort. Auf dem Rückzug wurden Ludwig und die Bretonen aber von Robert angegriffen und besiegt. Noch im selben Jahr 862 musste sich Ludwig seinem Vater unterwerfen und ihm Treue schwören.
865 kam es zu einem Ausgleich zwischen König Karl, Ludwig dem Stammler und Robert dem Tapferen. Robert verzichtete auf seine Grafschaft Angers (Anjou), die Ludwig erhielt; dafür wurde Robert in Burgund entschädigt. Als Robert schon im folgenden Jahr im Kampf gegen die Loire-Normannen fiel, nahm Karl eine Neuverteilung der Ämter und Pfründen vor. Er nahm Ludwig die Grafschaft Anjou wieder weg, verlieh ihm aber dafür im März 867 die Würde eines Unterkönigs der Aquitanier.
Am 6. Oktober 877 starb Karl der Kahle, nachdem er Ludwig schriftlich zu seinem Nachfolger designiert hatte. Darauf wurde Ludwig am 8. Dezember 877 in Compiègne von Erzbischof Hinkmar von Reims zum König gesalbt und gekrönt. Zuvor hatte er die Unterstützung der Großen erlangt, indem er Grafschaften und Abteien unter ihnen verteilte. Am 7. September 878 wurde die Krönung in Troyes durch Papst Johannes VIII. wiederholt. Bereits im Frühjahr darauf starb Ludwig in Compiègne; er wurde in der dortigen Abtei Saint-Corneille begraben.

## Nachkommen
Erste Ehe: Ludwig II. heiratete im März 862 Ansgard, Tochter des Grafen Harduin; die Ehe wurde nach 866 geschieden, Ansgard starb an einem 2. November wohl nach dem Jahr 879.
- Ludwig III. (863/865–882), König
- Karlmann (866–884), König
- Hildegard
- Ermentrud (* wohl 875) ⚭ NN
- Gisla († vor November 884) ⚭ Robert, Graf von Troyes 876, (X Februar 886 in Troyes)

Zweite Ehe: Ludwig II. heiratete vermutlich im Februar 878 Adelheid, Tochter des Grafen Adalhard, die am 18. November, wohl 901 starb (Matfriede)
- Karl III. der Einfältige (879–929) König, ⚭ I 907 Frederuna († 917), ⚭ II um 919 Ogiva († nach 951), Tochter des Königs Eduard I. von Wessex